# Näskotts kyrka
Näskotts kyrka är en kyrkobyggnad i Kingsta. Den är församlingskyrka i Näskotts församling i Härnösands stift.

## Kyrkobyggnaden
I Näskott uppfördes en träkyrka senast under 1400-talet. Den medeltida kyrkan brann ned under Baltzarfejden åren 1611-1613. Några år efter branden byggdes en ny träkyrka, vilken därefter byggdes ut ett flertal gånger.
På 1870-talet revs den gamla träkyrkan som hade blivit för liten och en ny kyrka i sten byggdes enligt Ernst Jacobssons ritningar. Under golvet till den gamla kyrkan upptäcktes ett okänt gravvalv med två stycken mumifierade kroppar. År 1954 installerades elektriskt ljus och värme och då avlägsnades tidigare järnkaminer. År 1973 gjordes en tillbyggnad norr om tornet. Ett sadeltak av kopparplåt lades 1993 och ersatte en tidigare tegelbeläggning från 1933.

## Inventarier
Ett flertal föremål från medeltids- och 1600-talskyrkorna finns kvar, bland annat en skulptur av David som spelar harpa. Dopfunten är skulpterad i trä på 1680-talet.
Predikstol, läktare, bänkar, altarskrank och nummertavla är samtida med nuvarande kyrka och tillskrivs Erik Söderqvist från Oviken. Predikstolen är tresidig och bärs upp av fyra pelare i form av palmliknande stammar. Ljudtak saknas.

### Orgel
- 1753 byggde Petter Qvarnström, Sundsvall en orgel med 5 stämmor.[2] Kontraktet skrevs först med Carl Holm, Uppsala. 1767–1768 reparerades orgeln av Qwarnström. 1769 flyttades orgelverket av organisten Gabriel Brodin till "nya kyrkan".[3] Orgeln renoverades 1829 av Johan Gustaf Ek, Torpshammar. Orgeln finns idag magasinerad på kyrkans vind.

| Manual         |
| Principal 4'   |
| Gedackt 4'     |
| Oktava 2'      |
| Qvinta 1 1/2   |
| Superoktava 1' |

- 1922 byggde E A Setterquist & Son, Örebro en orgel med 14 stämmor, två manualer och pedal.
- Den nuvarande orgeln byggdes 1975–1976 av Gustaf Hagström Orgelverkstad AB, Härnösand. Orgeln är mekanisk med slejflådor. Tonomfånget är på 56/30. Orgeln fasad är från 1922 års orgel.

| Huvudverk I          | Svällverk II      | Pedal      | Koppel |
| Rörflöjt 8´          | Spetsgamba 8'     | Subbas 16´ | I/P    |
| Principal 4´         | Gedackt 8'        | Gedackt 8' | II/P   |
| Spetsgedackt 4'      | Koppelflöjt 4'    | Oktava 4'  | II/I   |
| Waltflöjt 2'         | Principal 2'      | Fagott 16' |        |
| Mixtur III-IV 1 1/3' | Ters 1 1/3'       |            |        |
| Dulcian 8'           | Nasat 1 1/3'      |            |        |
| Tremulant            | Cymbel II 2/3'    |            |        |
|                      | Crescendosvällare |            |        |

## Bildgalleri

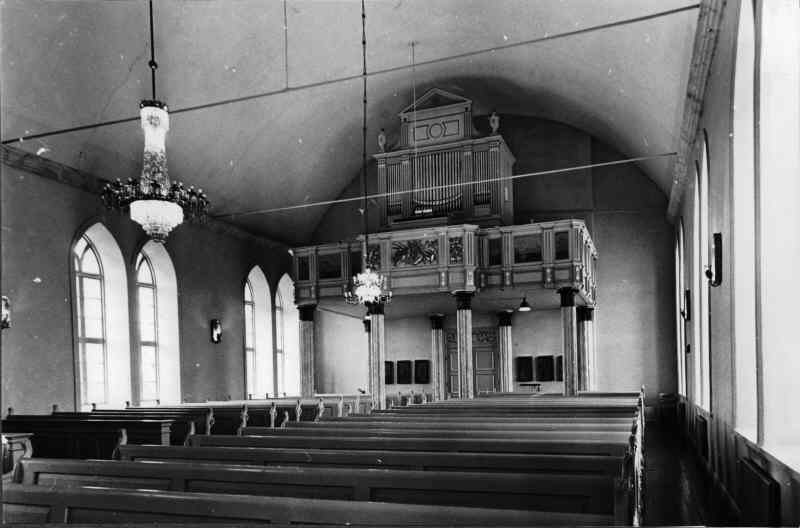
Kyrkorum mot orgelläktare
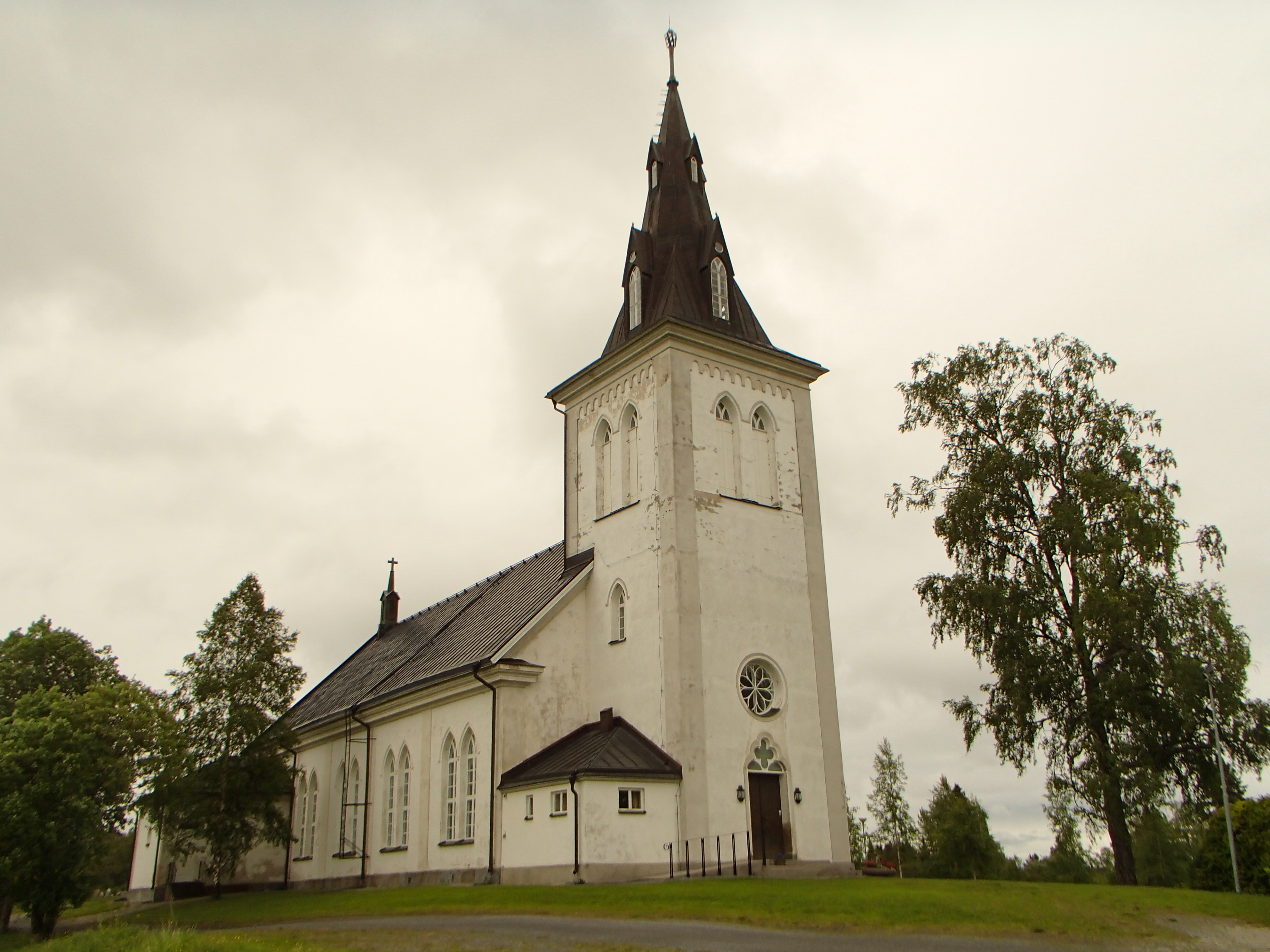
Kyrkan framifrån.
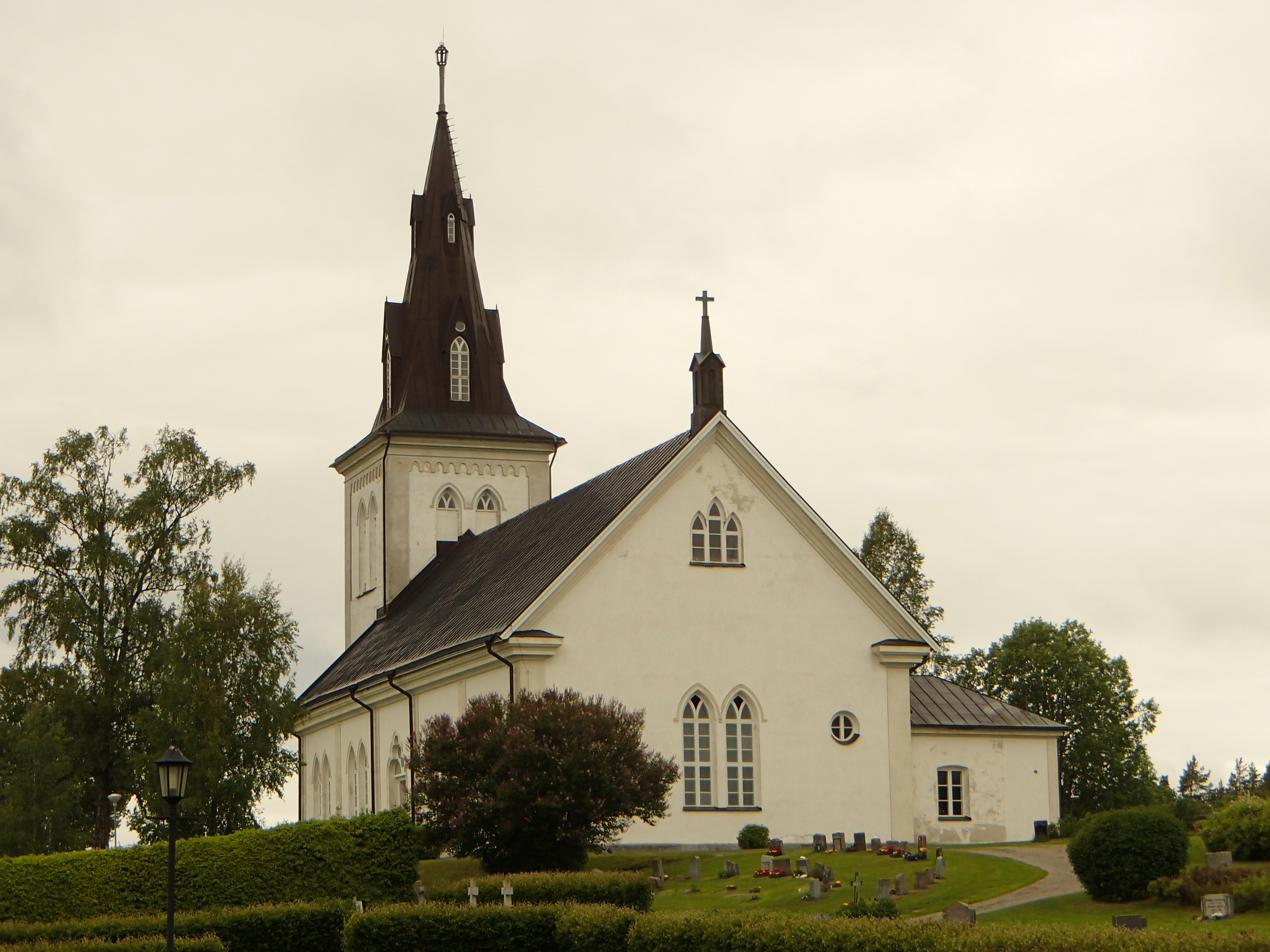
Kyrkan bakifrån.
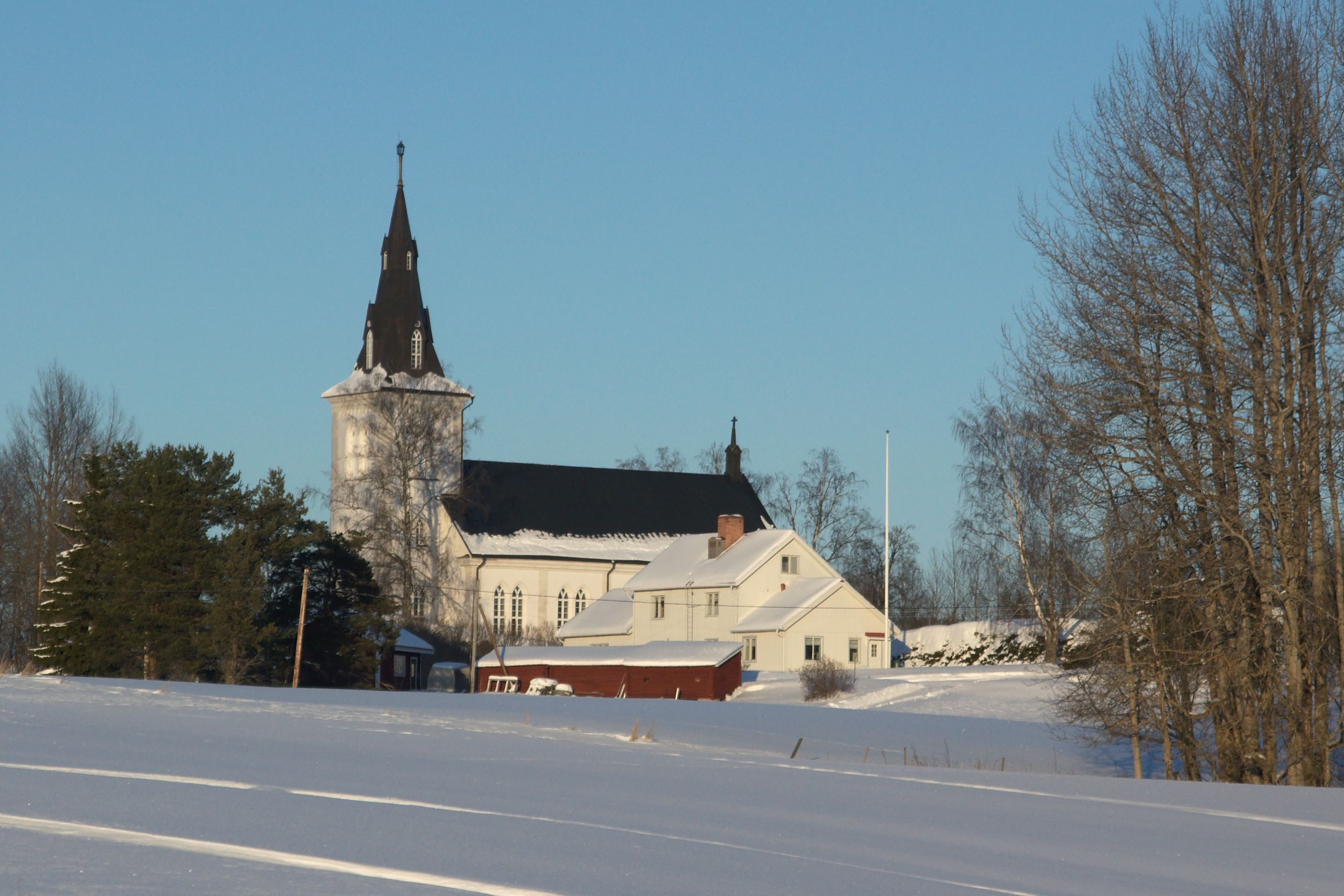
Vintervy av kyrkan på avstånd.
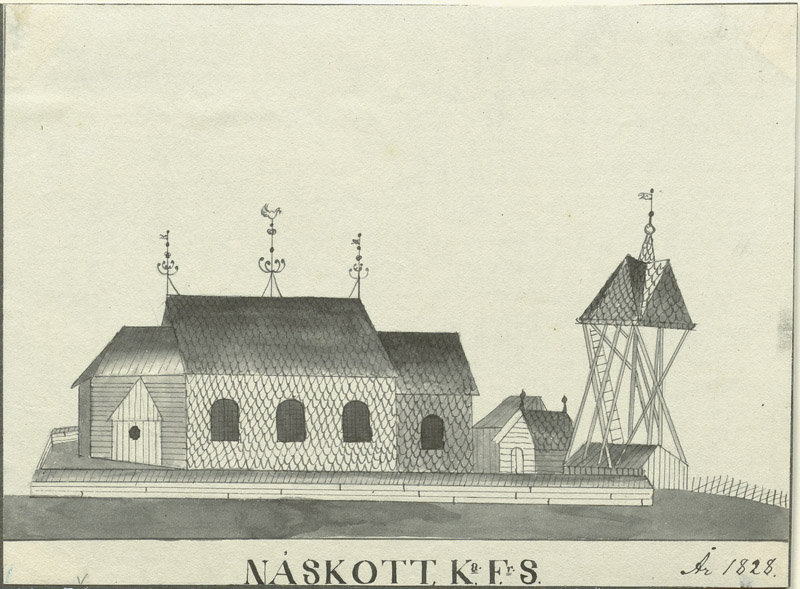
Gamla kyrkan.